# Parafia Świętej Trójcy w Chlewiskach
Parafia Świętej Trójcy w Chlewiskach – parafia rzymskokatolicka w dekanacie inowrocławski II archidiecezji gnieźnieńskiej. 

## Rys historyczny
- XIII w. – powstanie parafii pod władaniem biskupów włocławskich, fundatorów kościoła i uposażenia
- XIX w. – kościół drewniany uległ spaleniu
- 1910 – powstanie obecnej świątyni w stylu neogotyckim
- 1916 – konsekracja kościoła[1]
- 1945 – powstanie cmentarza[2]

## Miejsca kultu
- Kościół Świętej Trójcy w Chlewiskach – kościół parafialny
- Kościół Wniebowzięcia NMP w Dąbrowie Biskupiej – kościół filialny

## Dokumenty
Księgi metrykalne: 
- ochrzczonych od 1775 roku
- małżeństw od 1777 roku
- pogrzebów od 1795 roku

## Zasięg parafii
Do parafii należą wierni z miejscowości: Chlewiska, Chróstowo, Dąbrowa Biskupia (część), Mleczkowo, Przybysław, Walentynowo, Wilkostowo (część), Zduny.